# Robert Vișoiu
Robert Vişoiu (Pitești, 1996. február 10. –) román autóversenyző.

## Pályafutása

### Gokart
Vişoiu hatévesen ült először gokart autóba, ekkor kezdte meg autóversenyzői pályafutását. Először szülőhazájában, Romániában versenyzett egészen, ahol kétszeres bajnok lett a Mini Class, illetve a KF3 kategóriákban. Hazájában 2009-ig versenyzett, ekkor váltott a nemzetközi KF3-as versenyekre.

### Forma Abarth
Vişoiu 2011 óta vezet együléses autót. Ebben az évben a Forma Abarth-ban tette próbára magát a Jenzer Motorsport versenyzőjeként. Egy misanói győzelemmel, valamint további két dobogós helyezéssel a 6. helyen fejezte be az olasz szériát. Az európai mezőnyben a román versenyző a pontverseny 4. helyén végzett, mivel a szezonzáró futamon, Barcelonában is győzni tudott.

### GP3
Vişoiu 2012-ben is a Jenzer Motorsportnál versenyzett, ám ebben az évben átigazolt a GP3-ba. Az összetett versenyt huszonnégy ponttal, valamint egy barcelonai 2. hellyel a 14. helyen fejezte be. 2013-ban Christian Horner GP3-as csapatához, az Ardenhez igazolt, ahol jelenleg az orosz Daniil Kvijat és a spanyol Carlos Sainz jr. a csapattársa. Idén már két futamgyőzelmet is a magáénak tudhat: egyiket Valenciában, a másikat pedig Mogyoródon aratta.

### Egyéb bajnokságok
Vişoiu 2012-ben a GP3-as szereplése mellett részt vett az olasz Forma-3-as bajnokságban is Piercarlo Ghinzani csapatánál. A szezont a 9. helyen fejezte be, ez alatt kétszer volt 3. a Hungaroringen, valamint megnyerte a mugellói sprintfutamot. 2013-ban az Auto GP versenyeibe kapcsolódott be. Itt rögtön az első futamon, Monzában 3. lett, jelenleg 40 ponttal a 10. helyen áll.

## Eredményei

### Teljes GP3-as eredménysorozata
| Év   | Csapat              | 1          | 2          | 3          | 4          | 5          | 6          | 7          | 8          | 9           | 10         | 11         | 12         | 13         | 14         | 15         | 16         | 17         | 18        | Helyezés | Pont |
| ---- | ------------------- | ---------- | ---------- | ---------- | ---------- | ---------- | ---------- | ---------- | ---------- | ----------- | ---------- | ---------- | ---------- | ---------- | ---------- | ---------- | ---------- | ---------- | --------- | -------- | ---- |
| 2012 | Jenzer Motorsport   | CAT FEA 8  | CAT SPR 2  | MON FEA 14 | MON SPR 10 | VAL FEA Ki | VAL SPR 12 | SIL FEA 12 | SIL SPR 5  | HOC FEA Kiz | HOC SPR 12 | HUN FEA 12 | HUN SPR 22 | SPA FEA 15 | SPA SPR 13 | MNZ FEA 14 | MNZ SPR 7  |            |           | 14.      | 24   |
| 2013 | MW Arden            | CAT FEA 9  | CAT SPR 19 | VAL FEA 8  | VAL SPR 1  | SIL FEA 12 | SIL SPR Ki | NÜR FEA 11 | NÜR SPR 23 | HUN FEA 8   | HUN SPR 1  | SPA FEA 9  | SPA SPR 8  | MNZ FEA Ki | MNZ SPR 10 | YMC FEA 10 | YMC SPR 11 |            |           | 12.      | 44   |
| 2014 | Arden International | CAT FEA 13 | CAT SPR 11 | RBR FEA Ki | RBR SPR 14 | SIL FEA 20 | SIL SPR 13 | HOC FEA 10 | HOC SPR 9  | HUN FEA 3   | HUN SPR 5  | SPA FEA Ki | SPA SPR 20 | MNZ FEA 19 | MNZ SPR 14 | SOC FEA Ki | SOC SPR 10 | YMC FEA 15 | YMC SPR 8 | 13.      | 23   |

### Teljes Auto GP eredménysorozata
| Év   | Csapat              | 1       | 2       | 3         | 4       | 5         | 6        | 7       | 8        | 9        | 10        | 11      | 12       | 13      | 14       | 15      | 16       | Helyezés | Pont |
| ---- | ------------------- | ------- | ------- | --------- | ------- | --------- | -------- | ------- | -------- | -------- | --------- | ------- | -------- | ------- | -------- | ------- | -------- | -------- | ---- |
| 2013 | Ghinzani Motorsport | MNZ 1 3 | MNZ 2 6 | MAR 1 14† | MAR 2 4 | HUN 1 15† | HUN 2 10 | SIL 1 9 | SIL 2 Ki | MUG 1 Ki | MUG 2 15† | NÜR 1 7 | NÜR 2 12 | DON 1 4 | DON 2 11 | BRN 1 3 | BRN 2 Ki | 8.       | 67   |

† A versenyző nem fejezte be a futamot, de eredményét értékelték, mivel teljesítette a versenytáv 90%-át.

### Teljes GP2-es eredménysorozata
| Év   | Csapat | 1         | 2         | 3          | 4          | 5          | 6          | 7          | 8         | 9          | 10         | 11        | 12        | 13         | 14         | 15        | 16         | 17         | 18         | 19      | 20      | 21      | 22      | Helyezés | Pont |
| ---- | ------ | --------- | --------- | ---------- | ---------- | ---------- | ---------- | ---------- | --------- | ---------- | ---------- | --------- | --------- | ---------- | ---------- | --------- | ---------- | ---------- | ---------- | ------- | ------- | ------- | ------- | -------- | ---- |
| 2015 | Rapax  | BHR FEA 5 | BHR SPR 7 | CAT FEA 18 | CAT SPR 23 | MON FEA 15 | MON SPR 13 | RBR FEA 11 | RBR SPR 9 | SIL FEA 12 | SIL SPR 11 | HUN FEA 9 | HUN SPR 7 | SPA FEA 15 | SPA SPR 16 | MNZ FEA 9 | MNZ SPR Ki | SOC FEA 17 | SOC SPR 18 | BHR FEA | BHR SPR | YMC FEA | YMC SPR | 17.      | 20   |

### Teljes FIA Formula–2-es eredménysoroazata
| Év   | Csapat        | 1       | 2       | 3       | 4       | 5          | 6          | 7          | 8          | 9          | 10          | 11         | 12         | 13         | 14         | 15         | 16         | 17         | 18         | 19      | 20      | 21      | 22      | Helyezés | Pont |
| ---- | ------------- | ------- | ------- | ------- | ------- | ---------- | ---------- | ---------- | ---------- | ---------- | ----------- | ---------- | ---------- | ---------- | ---------- | ---------- | ---------- | ---------- | ---------- | ------- | ------- | ------- | ------- | -------- | ---- |
| 2017 | Campos Racing | BHR FEA | BHR SPR | CAT FEA | CAT SPR | MON FEA Ki | MON SPR 15 | BAK FEA 15 | BAK SPR 11 | RBR FEA 11 | RBR SPR 17† | SIL FEA 17 | SIL SPR 11 | HUN FEA Ki | HUN SPR Ki | SPA FEA 10 | SPA SPR 16 | MNZ FEA 16 | MNZ SPR 19 | JER FEA | JER SPR | YMC FEA | YMC SPR | 24.      | 1    |

† A versenyző nem fejezte be a futamot, de eredményét értékelték, mivel teljesítette a versenytáv 90%-át.